# Armorial des communes du Bas-Rhin (S-Z)
- il reste des blasons à dessiner dans cet armorial.

L’armorial des communes du Bas-Rhin regroupe les armoiries (figures et blasonnements) des communes du Bas-Rhin (ainsi que certaines anciennes communes). À la différence des blasons familiaux, les blasons des communes sont souvent des créations récentes, dont le(s) concepteur(s) et les explications de conception sont souvent connus. L'armorial a donc été adapté afin de pouvoir contenir ces informations.
En raison de sa taille, l'armorial a été découpé en quatre pages :
- les communes de A à H ;
- les communes de I à R ;
- les communes de S à Z ;
- les anciennes communes.

```
0 dessin(s) en attente (voir : )
```

## S
| Blason de Saales | Blason  | D'or à un sanglier de sable.                     |
| Blason de Saales | Détails | Le statut officiel du blason reste à déterminer. |

| Blason de Saasenheim | Blason  | D'or à un trèfle de sinople, à la bordure de gueules. |
| Blason de Saasenheim | Détails | Le statut officiel du blason reste à déterminer.      |

| Blason de Saessolsheim | Blason  | D'or à deux léopards de gueules passant l'un sur l'autre. |
| Blason de Saessolsheim | Détails | Le statut officiel du blason reste à déterminer.          |

| Blason de Saint-Blaise-la-Roche | Blason  | Parti d'argent à la fasce de sinople et à la bordure de gueules ; et d'or à la croix de gueules. |
| Blason de Saint-Blaise-la-Roche | Détails | Le statut officiel du blason reste à déterminer.                                                 |

| Blason de Saint-Jean-Saverne | Blason  | D'argent au lion d'azur, à la bande d'or brochant sur le tout. |
| Blason de Saint-Jean-Saverne | Détails | Le statut officiel du blason reste à déterminer.               |

| Blason de Saint-Martin | Blason  | Parti d'or au lion de gueules, et d'azur à la croix d'or cantonnée de vingt billettes d'argent, cinq dans chaque canton. |
| Blason de Saint-Martin | Détails | Le statut officiel du blason reste à déterminer.                                                                         |

| Blason de Saint-Maurice | Blason  | De gueules à trois croisettes tréflées d'argent. |
| Blason de Saint-Maurice | Détails | Le statut officiel du blason reste à déterminer. |

| Blason de Saint-Nabor | Blason  | D'argent à un siège de gueules, les extrémités des trois montants sommées de croisettes pattées du même. |
| Blason de Saint-Nabor | Détails | Le statut officiel du blason reste à déterminer.                                                         |

| Blason de Saint-Pierre | Blason  | D'azur à un senestrochère d'or mouvant du flanc dextre et tenant une clef contournée d'argent. |
| Blason de Saint-Pierre | Détails | Le statut officiel du blason reste à déterminer.                                               |

| Blason de Saint-Pierre-Bois | Blason  | D'argent à un étui de bois au naturel avec sa hachette de vigneron de sable emmanchée aussi de bois au naturel. |
| Blason de Saint-Pierre-Bois | Détails | Le statut officiel du blason reste à déterminer.                                                                |

| Blason de Salenthal | Blason  | Parti d'azur à la crosse abbatiale d'or, et d'argent billeté du premier, au lion de gueules brochant . |
| Blason de Salenthal | Détails | Le statut officiel du blason reste à déterminer.                                                       |

| Blason de Salmbach | Blason  | De sable au chevron d'or accompagné de trois besants d'argent. |
| Blason de Salmbach | Détails | Le statut officiel du blason reste à déterminer.               |

| Blason de Sand | Blason  | D'azur à l'aigle d'or.                           |
| Blason de Sand | Détails | Le statut officiel du blason reste à déterminer. |

| Blason de Sarre-Union | Blason  | D'azur à la bande ondée d'argent.                |
| Blason de Sarre-Union | Détails | Le statut officiel du blason reste à déterminer. |

| Blason de Sarrewerden | Blason  | De sable à l'aigle bicéphale d'argent, becquée et membrée d'or, lampassée de gueules. |
| Blason de Sarrewerden | Détails | Le statut officiel du blason reste à déterminer.                                      |

| Blason de Saulxures (Bas-Rhin) | Blason  | Parti d'azur à une étoile de six rais d'argent, et de gueules à deux saumons adossés du second cantonnés de quatre croisettes du même. |
| Blason de Saulxures (Bas-Rhin) | Détails | Le statut officiel du blason reste à déterminer.                                                                                       |

| Blason de Saverne | Blason  | D'or à la bande de sable chargée d'une licorne bondissante du champ, accornée et onglée d'argent.                                      |
| Blason de Saverne | Détails | On retrouve la licorne bondissante du blason sur un sceau de la ville du XIVe siècle. Le statut officiel du blason reste à déterminer. |

| Blason de Schaeffersheim | Blason  | De sable à l'agneau pascal d'argent, la tête contournée au nimbe crucifère du même, tenant de la patte antérieure senestre une hampe croisetée D'or en barre à laquelle est appendue une banderole du second chargée d'une ombre de croisette. |
| Blason de Schaeffersheim | Détails | Armes parlantes (Schäffer signifie berger en allemand). Le statut officiel du blason reste à déterminer. |

| Blason de Schaffhouse-près-Seltz | Blason  | Taillé de gueules à l'épée basse d'argent garnie d'or, posée en bande et mouvant de la partition ; et du second à la crosse abbatiale d'azur mouvant de la pointe. |
| Blason de Schaffhouse-près-Seltz | Détails | Le statut officiel du blason reste à déterminer. |

| Blason de Schaffhouse-sur-Zorn | Blason  | D'azur à une épée basse d'argent posée en barre et une clef d'or posée en bande brochante. |
| Blason de Schaffhouse-sur-Zorn | Détails | Le statut officiel du blason reste à déterminer.                                           |

| Blason de Schalkendorf | Blason  | Parti d'argent au lion de sable, à la bordure de gueules, et du même à trois croisettes du premier. |
| Blason de Schalkendorf | Détails | Le statut officiel du blason reste à déterminer.                                                    |

| Blason de Scharrachbergheim-Irmstett | Blason  | Deux écus accolés : Au 1) d'argent au roc d'échiquier de gueules sur un mont de trois coupeaux de sinople mouvant de la pointe. Au 2) de gueules au bouc saillant d'argent lampassé du champ. |
| Blason de Scharrachbergheim-Irmstett | Détails | Les armes de Scharrachbergheim-Irmstett réunissent les deux blasons historiques de Scharrachbergheim. Le statut officiel du blason reste à déterminer.                                        |

| Blason de Scheibenhard | Blason  | Parti de gueules à la croix d'argent, et du même à un sapin arraché de sinople. |
| Blason de Scheibenhard | Détails | Le statut officiel du blason reste à déterminer.                                |

| Blason de Scherlenheim | Blason  | Coupé d'un mi-coupé d'argent à la croix d'azur semée de fleurs de lys d'or, cantonnée de quatre aiglettes de sable ; et de gueules au livre ouvert du premier, portant sur chaque page un œil au naturel, à la bordure du premier. |
| Blason de Scherlenheim | Détails | Le statut officiel du blason reste à déterminer. |

| Blason de Scherwiller | Blason  | D'argent à trois cerfs de sable.                 |
| Blason de Scherwiller | Détails | Le statut officiel du blason reste à déterminer. |

| Blason de Schillersdorf | Blason  | Parti: au 1er d'argent fretté de sable, au 2e coupé au I de gueules à l'étoile de huit rais d'argent et au II d'or plain. |
| Blason de Schillersdorf | Détails | Le statut officiel du blason reste à déterminer.                                                                          |

| Blason de Schiltigheim | Blason  | Dargent à trois merlettes de sable.              |
| Blason de Schiltigheim | Détails | Le statut officiel du blason reste à déterminer. |

| Blason de Schirmeck | Blason  | De gueules à un tau fleuronné d'or, aux branches duquel sont appendues deux clochettes d'argent. |
| Blason de Schirmeck | Détails | Le statut officiel du blason reste à déterminer.                                                 |

| Blason de Schirrhein | Blason  | Parti d'argent à la hache de bûcheron d'azur, emmanchée de gueules, mi-parti d'azur à la quintefeuille d'argent boutonnée de gueules. |
| Blason de Schirrhein | Détails | Le statut officiel du blason reste à déterminer.                                                                                      |

| Blason de Schirrhoffen | Blason  | Échiqueté d'or et d'azur, au chevron de gueules brochant. |
| Blason de Schirrhoffen | Détails | Le statut officiel du blason reste à déterminer.          |

| Blason de Schleithal | Blason  | Coupé de gueules au cheval d'argent, et d'or au maillet du premier. |
| Blason de Schleithal | Détails | Le statut officiel du blason reste à déterminer.                    |

| Blason de Schnersheim | Blason  | D'azur à deux fasces ondées d'or.                |
| Blason de Schnersheim | Détails | Le statut officiel du blason reste à déterminer. |

| Blason de Schœnau | Blason  | De gueules à un fer à cheval d'or, accompagné de trois croisettes du même. |
| Blason de Schœnau | Détails | Le statut officiel du blason reste à déterminer.                           |

| Blason de Schœnbourg | Blason  | Parti : au 1) coupé de gueules au chevron d'argent et d'or plain; au 2) d'or à trois sapins de sinople sur un tertre du même mouvant de la pointe. |
| Blason de Schœnbourg | Détails | Le statut officiel du blason reste à déterminer.                                                                                                   |

| Blason de Schœnenbourg | Blason  | Coupé d'azur à trois couronnes d'or, et du même à trois merlettes de gueules. |
| Blason de Schœnenbourg | Détails | Le statut officiel du blason reste à déterminer.                              |

| Blason de Schopperten | Blason  | De sable à l'aigle bicéphale d'argent, becquée et membrée d'or, lampassée de gueules, à la bordure burelée ondée d'argent et d'azur de dix pièces. |
| Blason de Schopperten | Détails | Le statut officiel du blason reste à déterminer.                                                                                                   |

| Blason de Schweighouse-sur-Moder | Blason  | De sinople à une tour d'or maçonnée de sable.    |
| Blason de Schweighouse-sur-Moder | Détails | Le statut officiel du blason reste à déterminer. |

| Blason de Schwenheim | Blason  | D'azur à trois haches d'armes d'or.              |
| Blason de Schwenheim | Détails | Le statut officiel du blason reste à déterminer. |

| Blason de Schwindratzheim | Blason  | Parti d'argent au lion de sable lampassé de gueules, à la bordure du même ; et d'azur à la croix haussée alésée au pied fourché d'or. |
| Blason de Schwindratzheim | Détails | Le statut officiel du blason reste à déterminer.                                                                                      |

| Blason de Schwobsheim | Blason  | Taillé de gueules à une crosse épiscopale d'argent issant de la partition, et du même à la bande de gueules, fleuronnée et contre-fleuronnée de sinople. |
| Blason de Schwobsheim | Détails | Le statut officiel du blason reste à déterminer. |

| Blason de Seebach | Blason  | Parti d'argent à une crosse abbatiale de gueules mouvant de la pointe, et de sinople à la bande ondée du premier ; à la lettre S onciale de sable brochant en pointe sur le tout. |
| Blason de Seebach | Détails | Le statut officiel du blason reste à déterminer. |

| Blason de Sélestat | Blason  | D'argent au lion couronné de gueules. |
| Blason de Sélestat | Détails | Le lion couronné apparait pour la première fois sur des sceaux secrets de la ville du XVe siècle. Le statut officiel du blason reste à déterminer. |

| Blason de Seltz | Blason  | D'argent au portail de deux tours couvertes de gueules, ajouré de sable, soutenu d'une fasce ondée d'azur. |
| Blason de Seltz | Détails | Le statut officiel du blason reste à déterminer.                                                           |

| Blason de Sermersheim | Blason  | De sinople à une patte d'oie d'or onglée d'argent, en pal les griffes vers le chef. |
| Blason de Sermersheim | Détails | Le statut officiel du blason reste à déterminer.                                    |

| Blason de Sessenheim | Blason  | De sinople à trois cygnes d'argent mal ordonnés, becqués et membrés de sable . |
| Blason de Sessenheim | Détails | Le statut officiel du blason reste à déterminer.                               |

| Blason de Siegen | Blason  | De sinople à un gril d'argent posé en bande et enflammé de gueules, le manche vers le chef. |
| Blason de Siegen | Détails | Le statut officiel du blason reste à déterminer.                                            |

| Blason de Siewiller | Blason  | Coupé de sable à l'aigle bicéphale issante d'argent, becquée d'or et lampassée de gueules ; et de gueules au chevron d'argent, coupé d'or plain. |
| Blason de Siewiller | Détails | Le statut officiel du blason reste à déterminer.                                                                                                 |

| Blason de Siltzheim | Blason  | Coupé de sable à l'aigle bicéphale issante d'argent, becquée d'or et lampassée de gueules, et du second au lion du premier, armé et lampassé de gueules, couronné d'or. |
| Blason de Siltzheim | Détails | Le statut officiel du blason reste à déterminer. |

| Blason de Singrist | Blason  | D'azur à la croix latine alésée d'or, cantonnée en chef à dextre d'un croissant contourné du même. |
| Blason de Singrist | Détails | Le statut officiel du blason reste à déterminer.                                                   |

| Blason de Solbach | Blason  | Parti de gueules à trois rocs d'échiquier d'argent, et du même à la fasce de sinople, à la bordure du premier. |
| Blason de Solbach | Détails | Le statut officiel du blason reste à déterminer.                                                               |

| Blason de Souffelweyersheim | Blason  | Parti d'argent à la croix de gueules, et du second à la bande du premier. |
| Blason de Souffelweyersheim | Détails | Le statut officiel du blason reste à déterminer.                          |

| Blason de Soufflenheim | Blason  | De gueules à Saint Michel Archange terrassant le dragon de sa lance, le tout d'or. |
| Blason de Soufflenheim | Détails | Le statut officiel du blason reste à déterminer.                                   |

| Blason de Soultz-les-Bains | Blason  | D'or à la croix d'azur cantonnée de quatre aiglettes de sable. |
| Blason de Soultz-les-Bains | Détails | Le statut officiel du blason reste à déterminer.               |

| Blason de Soultz-sous-Forêts | Blason  | De sinople à trois fasces d'argent.              |
| Blason de Soultz-sous-Forêts | Détails | Le statut officiel du blason reste à déterminer. |

| Blason de Sparsbach | Blason  | De sinople à un croissant d'argent accompagné de trois étoiles du même. |
| Blason de Sparsbach | Détails | Le statut officiel du blason reste à déterminer.                        |

| Blason de Stattmatten | Blason  | De sinople à la croix d'argent, chargée d'un tourteau du champ. |
| Blason de Stattmatten | Détails | Le statut officiel du blason reste à déterminer.                |

| Blason de Steige | Blason  | D'argent à la croix de sable cantonnée de quatre molettes d'éperon du même. |
| Blason de Steige | Détails | Le statut officiel du blason reste à déterminer.                            |

| Blason de Steinbourg | Blason  | De gueules à une épée d'argent posée en barre et une clef d'or posée en bande brochante. |
| Blason de Steinbourg | Détails | Le statut officiel du blason reste à déterminer.                                         |

| Blason de Steinseltz | Blason  | De sable au lion d'or, couronné et lampassé de gueules, au chef parti d'azur à une étoile de six rais d'argent, et d'or plain. |
| Blason de Steinseltz | Détails | Le statut officiel du blason reste à déterminer.                                                                               |

| Blason de Still (Bas-Rhin) | Blason  | De gueules à deux pals d'argent.                 |
| Blason de Still (Bas-Rhin) | Détails | Le statut officiel du blason reste à déterminer. |

| Blason de Stotzheim | Blason  | D'azur à trois écots d'or, celui du centre plus large, plantés en pal sur une terrasse de gueules.                                                             |
| Blason de Stotzheim | Détails | * Il y a là non-respect de la règle de contrariété des couleurs : ces armes sont fautives (gueules sur azur). Le statut officiel du blason reste à déterminer. |

| Blason de Strasbourg | Blason  | D'argent à la bande de gueules. |
| Blason de Strasbourg | Détails | Les armes de Strasbourg sont le résultat d'une inversion des couleurs du blason de l'évêque de Strasbourg (bande d'argent sur gueules) à l'issue de la révolte des bourgeois de la ville au Moyen Âge qui ont pris leur indépendance face à la tutelle de l'évêque. Le statut officiel du blason reste à déterminer. |

| Blason de Struth | Blason  | Coupé de sinople au léopard d'argent, et d'azur au chevron d'or, chargé en sa senestre d'un lion de sable. |
| Blason de Struth | Détails | Le statut officiel du blason reste à déterminer.                                                           |

| Blason de Stundwiller | Blason  | D'azur à un crochet de timon renversé d'argent.  |
| Blason de Stundwiller | Détails | Le statut officiel du blason reste à déterminer. |

| Blason de Stutzheim-Offenheim | Blason  | Deux écus accolés : — d’or à trois pairles alésés de sable rangés en fasce, au chef de gueules, — d’argent au sautoir de gueules,. |
| Blason de Stutzheim-Offenheim | Détails | Le statut officiel du blason reste à déterminer.                                                                                   |

| Blason de Sundhouse | Blason  | Coupé de sable à deux croissants d'argent rangés en fasce, et d'or à une croix pattée alésée du premier. |
| Blason de Sundhouse | Détails | Le statut officiel du blason reste à déterminer.                                                         |

| Blason de Surbourg | Blason  | D'azur à saint Jean Baptiste nimbé et vêtu d'une peau de chameau, tenant de sa senestre un agneau couché sur un livre, tous d'or, et de sa dextre une croix haute de sable, et posé sur une terrasse de sinople. |
| Blason de Surbourg | Détails | Inspiré des armes attribuées par Charles d'Hozier à la fin du XVIIe siècle. Le statut officiel du blason reste à déterminer.                                                                                     |

| Sommaire : | - Haut - S - T - U - V - W - Z |

## T
| Blason de Thal-Drulingen | Blason  | Coupé de sable à l'aigle bicéphale d'argent, becquée et membrée d'or, lampassée de gueules ; et du second à deux coupeaux de sinople mouvant de la pointe. |
| Blason de Thal-Drulingen | Détails | Le statut officiel du blason reste à déterminer. |

| Blason de Thal-Marmoutier | Blason  | Parti de gueules à deux clefs d'or passées en sautoir, et d'argent billeté d'azur au lion du premier brochant. |
| Blason de Thal-Marmoutier | Détails | Le statut officiel du blason reste à déterminer.                                                               |

| Blason de Thanvillé | Blason  | D'azur à un cerf d'argent.                       |
| Blason de Thanvillé | Détails | Le statut officiel du blason reste à déterminer. |

| Blason de Tieffenbach | Blason  | Parti: au 1er coupé au I de gueules au chevron d'argent et au II d'or plain, au 2e d'argent chapé ondé d'azur. |
| Blason de Tieffenbach | Détails | Le statut officiel du blason reste à déterminer.                                                               |

| Blason de Traenheim | Blason  | De gueules à un crochet de timon d'argent posé en pal. |
| Blason de Traenheim | Détails | Le statut officiel du blason reste à déterminer.       |

| Blason de Triembach-au-Val | Blason  | Coupé d'argent à un tilleul de sinople mouvant de la partition, et d'azur à la fasce ondée d'or. |
| Blason de Triembach-au-Val | Détails | Le statut officiel du blason reste à déterminer.                                                 |

| Blason de Trimbach | Blason  | Parti de sinople à trois fasces d'argent, et d'or à une branche de pommier de sable fruitée de trois pièces de gueules. |
| Blason de Trimbach | Détails | Le statut officiel du blason reste à déterminer.                                                                        |

| Blason de Truchtersheim | Blason  | D'argent au chevron de gueules soutenu d'un soc de charrue de sable la pointe en haut. |
| Blason de Truchtersheim | Détails | Le statut officiel du blason reste à déterminer.                                       |

| Sommaire : | - Haut - S - T - U - V - W - Z |

## U
| Blason de Uberach | Blason  | Parti de sinople à une clef d'or posée en pal, et d'argent à trois lionceaux de sable,. |
| Blason de Uberach | Détails | Le statut officiel du blason reste à déterminer.                                        |

| Blason de Uhlwiller | Blason  | D'or à un griffon de sable.                      |
| Blason de Uhlwiller | Détails | Le statut officiel du blason reste à déterminer. |

| Blason de Uhrwiller | Blason  | D'azur à trois fasces d'or,.                     |
| Blason de Uhrwiller | Détails | Le statut officiel du blason reste à déterminer. |

| Blason de Urbeis | Blason  | D'argent à un mont de trois coupeaux de sinople, mouvant de la pointe, sommé d'une tour de gueules maçonnée de sable. |
| Blason de Urbeis | Détails | Le statut officiel du blason reste à déterminer.                                                                      |

| Blason de Urmatt | Blason  | D'argent à un aurochs furieux de gueules sur une terrasse de sinople. |
| Blason de Urmatt | Détails | Le statut officiel du blason reste à déterminer.                      |

| Blason de Uttenheim | Blason  | De sable à la bande d'or.                        |
| Blason de Uttenheim | Détails | Le statut officiel du blason reste à déterminer. |

| Blason de Uttenhoffen | Blason  | Parti d'argent à deux fasces de gueules, et d'azur à trois aiglettes du premier.                                                 |
| Blason de Uttenhoffen | Détails | Dans un autre blasonnement, les trois aigles sont remplacés par trois alérions. Le statut officiel du blason reste à déterminer. |

| Blason de Uttwiller | Blason  | D'argent à un chaperon de gueules.               |
| Blason de Uttwiller | Détails | Le statut officiel du blason reste à déterminer. |

| Sommaire : | - Haut - S - T - U - V - W - Z |

## V
| Blason de Valff | Blason  | D'azur à trois canettes d'or.                    |
| Blason de Valff | Détails | Le statut officiel du blason reste à déterminer. |

| Blason de La Vancelle | Blason  | D'argent à trois fasces ondées d'azur.           |
| Blason de La Vancelle | Détails | Le statut officiel du blason reste à déterminer. |

| Blason de Vendenheim | Blason  | Coupé du Bas-Rhin, et d'argent au croissant de gueules. |
| Blason de Vendenheim | Détails | Le statut officiel du blason reste à déterminer.        |

| Blason de Villé | Blason  | De gueules à trois tours d'argent ouvertes, ajourées et maçonnées de sable, posées en fasce sur une terrasse de sinople.                                          |
| Blason de Villé | Détails | * Il y a là non-respect de la règle de contrariété des couleurs : ces armes sont fautives (sinople sur gueules). Le statut officiel du blason reste à déterminer. |

| Blason de Vœllerdingen | Blason  | D'argent au chevron ployé de gueules chargé de trois coquilles d'or, les deux en pointe posées dans le sens des branches, coupé de sinople plain. |
| Blason de Vœllerdingen | Détails | Le statut officiel du blason reste à déterminer.                                                                                                  |

| Blason de Volksberg | Blason  | Parti de gueules au chevron d'argent, coupé d'or plain ; et du second à un menhir du premier adextré d'un sapin de sinople, le tout posé sur une terrasse du même. |
| Blason de Volksberg | Détails | Le statut officiel du blason reste à déterminer. |

| Sommaire : | - Haut - S - T - U - V - W - Z |

## W
| Blason de Wahlenheim | Blason  | D'azur à une fleur de lys d'argent surmontée de deux croissants d'or rangés en chef. |
| Blason de Wahlenheim | Détails | Le statut officiel du blason reste à déterminer.                                     |

| Blason de Walbourg | Blason  | D'or à trois lions léopardés de sable, lampassés de gueules, passant l'un sur l'autre, au chef du même chargé d'une volute de crosse du champ mouvant du trait du chef. |
| Blason de Walbourg | Détails | Le statut officiel du blason reste à déterminer. |

| Blason de Walck (La) | Blason  | De gueules à saint Laurent de carnation, nimbé d'or, vêtu d'argent et d'or, tenant de sa dextre un gril du même et de sa senestre un livre fermé d'argent,. |
| Blason de Walck (La) | Détails | Le statut officiel du blason reste à déterminer. |

| Blason de Waldersbach | Blason  | D’azur à une église d’argent essorée de gueules, sur une terrasse de sinople* ; au chef cousu de gueules* chargé de trois rocs d’échiquier d’argent.                 |
| Blason de Waldersbach | Détails | * Ces armes emploient le terme « cousu » dans le seul but de contrevenir à la règle de contrariété des couleurs : elles sont fautives : sinople et gueules sur azur. |

| Blason de Waldhambach | Blason  | Parti d'azur à la fasce d'argent, et du même au lion de sable, à la bordure de gueules. |
| Blason de Waldhambach | Détails | Le statut officiel du blason reste à déterminer.                                        |

| Blason de Waldolwisheim | Blason  | D'or à l'aigle de sable armée de gueules, à la fasce du même brochant sur le tout. |
| Blason de Waldolwisheim | Détails | Le statut officiel du blason reste à déterminer.                                   |

| Blason de Waltenheim-sur-Zorn | Blason  | D'argent à un bosquet de cinq arbres de sinople posés sur trois coupeaux du même mouvant de la pointe. |
| Blason de Waltenheim-sur-Zorn | Détails | Le statut officiel du blason reste à déterminer.                                                       |

| Blason de Wangen | Blason  | D'azur à Saint Étienne de carnation, vêtu d'une robe et d'un camail, la tête en gloire et tenant de sa dextre une palme, le tout d'or. |
| Blason de Wangen | Détails | Le statut officiel du blason reste à déterminer.                                                                                       |

| Blason de Wangenbourg-Engenthal | Blason  | De gueules au lion d'argent.                     |
| Blason de Wangenbourg-Engenthal | Détails | Le statut officiel du blason reste à déterminer. |

| Blason de La Wantzenau | Blason  | D'azur à Saint Wendelin tenant de sa dextre un livre et de sa senestre une houlette en barre, un chien mouvant du saint à dextre et un agneau contourné mouvant du saint à senestre, le tout d'or sur une terrasse du même. |
| Blason de La Wantzenau | Détails | Le statut officiel du blason reste à déterminer. |

| Blason de Wasselonne | Blason  | D'azur au gril d'or posé en barre.               |
| Blason de Wasselonne | Détails | Le statut officiel du blason reste à déterminer. |

| Blason de Weinbourg | Blason  | De gueules aux trois bandes d'or.                |
| Blason de Weinbourg | Détails | Le statut officiel du blason reste à déterminer. |

| Blason de Weislingen | Blason  | Parti d'un coupé de gueules au chevron d'argent, et d'or plain ; et du second à un rameau de tilleul fruité de sinople. |
| Blason de Weislingen | Détails | Le statut officiel du blason reste à déterminer.                                                                        |

| Blason de Weitbruch | Blason  | De sinople au pairle renversé d'or. |
| Blason de Weitbruch | Détails | Le pairle renversé du blason représente la position géographique de la commune, c'est-à-dire l'intersection, au niveau d'un marais (sinople), des trois chemins (d'or) menant à Brumath, Haguenau et Bischwiller. / Le blason a été proposé par le pasteur Willy Guggenbühl. / Anciennement, la marque de la commune était le fer à cheval. Le blason est utilisé comme logo sur les documents officiels de la mairie. Il est également représenté sur le balcon de la mairie et sur les plaques du nom des rues. |

| Blason de Weiterswiller | Blason  | Coupé d'argent à la bande de gueules, et du même à trois fasces du premier. |
| Blason de Weiterswiller | Détails | Le statut officiel du blason reste à déterminer.                            |

| Blason de Westhoffen | Blason  | De gueules à trois cotices d'argent, un heaume taré de profil et sommé d'un col de cygne, le tout du même, brochant. |
| Blason de Westhoffen | Détails | Le statut officiel du blason reste à déterminer.                                                                     |

| Blason de Westhouse | Blason  | Chevronné - contre-chevronné d'azur et d'or de quatre pièces. |
| Blason de Westhouse | Détails | Le statut officiel du blason reste à déterminer.              |

| Blason de Westhouse-Marmoutier | Blason  | Parti d'or au lion de gueules, et du même à la bande d'argent. |
| Blason de Westhouse-Marmoutier | Détails | Le statut officiel du blason reste à déterminer.               |

| Blason de Weyer | Blason  | Parti de sinople à la crosse d'or, et d'un mi-parti de sable à l'aigle bicéphale d'argent, becquée et membrée d'or, lampassée de gueules. |
| Blason de Weyer | Détails | Le statut officiel du blason reste à déterminer.                                                                                          |

| Blason de Weyersheim | Blason  | D'azur au portail d'une église d'or, ouvert du champ, perronné de deux pièces, couvert d'un clocher en pointe sommé d'un coq contourné, le tout du second. |
| Blason de Weyersheim | Détails | Le statut officiel du blason reste à déterminer. |

| Blason de Wickersheim-Wilshausen | Blason  | Deux blasons accolés : — De gueules à un chapel de fer d'argent, — Parti d'argent au lion de sable lampassé de gueules, à la bordure du même ; et du même à une crosse d'or, à la fasce ondée du premier brochant sur le tout. |
| Blason de Wickersheim-Wilshausen | Détails | Ce sont les blasons respectifs des anciennes communes de Wickersheim et Wilhausen. Le statut officiel du blason reste à déterminer.                                                                                            |

| Blason de Wildersbach | Blason  | Coupé de gueules à trois rocs d'échiquier d'argent, et du même au lion d'azur, armé et lampassé du premier, couronné d'or. |
| Blason de Wildersbach | Détails | Le statut officiel du blason reste à déterminer.                                                                           |

| Blason de Willgottheim | Blason  | Tranché d'argent à un arbre arraché de sinople, et d'azur à une attache d'or. |
| Blason de Willgottheim | Détails | Le statut officiel du blason reste à déterminer.                              |

| Blason de Wilwisheim | Blason  | Coupé de gueules à un lion issant d'argent, et de sable à une roue de six rayons d'or. |
| Blason de Wilwisheim | Détails | Le statut officiel du blason reste à déterminer.                                       |

| Blason de Wimmenau | Blason  | Parti d'or au sautoir de sable,et du premier à l'aigle de gueules becquée et membrée d'azur. |
| Blason de Wimmenau | Détails | Le statut officiel du blason reste à déterminer.                                             |

| Blason de Windstein | Blason  | De sable chapé d'or, chargé au canton dextre d'une rose de gueules,. |
| Blason de Windstein | Détails | Le statut officiel du blason reste à déterminer.                     |

| Blason de Wingen | Blason  | Coupé: au 1er parti au I d'or plain, au II d'azur à l'étoile de six rais d'argent, au 2e de sinople à trois fasces d'argent. |
| Blason de Wingen | Détails | Le statut officiel du blason reste à déterminer.                                                                             |

| Blason de Wingen-sur-Moder | Blason  | D'argent à un verre ancien bosselé d'azur.       |
| Blason de Wingen-sur-Moder | Détails | Le statut officiel du blason reste à déterminer. |

| Blason de Wingersheim | Blason  | D'azur à trois besants d'or.                     |
| Blason de Wingersheim | Détails | Le statut officiel du blason reste à déterminer. |

| Blason de Wintershouse | Blason  | D'argent à la croix d'azur semée de fleurs de lys d'or, cantonnée aux 1er et 4e d'une croix de gueules, aux 2e et 3e d'une aiglette de sable. |
| Blason de Wintershouse | Détails | Le statut officiel du blason reste à déterminer.                                                                                              |

| Blason de Wintzenbach | Blason  | Parti de sinople à trois fasces d'argent, et de gueules à une crosse d'or, à la fasce ondée d'argent brochante . |
| Blason de Wintzenbach | Détails | Le statut officiel du blason reste à déterminer.                                                                 |

| Blason de Wintzenheim-Kochersberg | Blason  | Coupé d'un parti d'or et de sable à une étoile de huit rais d'argent ; et d'azur à une serpette de vigneron d'argent emmanchée de gueules, posée en fasce le tranchant vers la pointe. |
| Blason de Wintzenheim-Kochersberg | Détails | Le statut officiel du blason reste à déterminer. |

| Blason de Wisches | Blason  | De sinople à un rencontre de cerf d'argent, surmonté d'une croisette latine rayonnante d'or, au chef du Bas-Rhin. |
| Blason de Wisches | Détails | Le statut officiel du blason reste à déterminer.                                                                  |

| Blason de Wissembourg | Blason  | De gueules à un château coulissé d'argent, ouvert du champ, ajouré et maçonné de sable. |
| Blason de Wissembourg | Détails | Le statut officiel du blason reste à déterminer.                                        |

| Blason de Witternheim | Blason  | De gueules à la tour d'or senestrée d'un avant-mur du même, le tout maçonné de sable. |
| Blason de Witternheim | Détails | Le statut officiel du blason reste à déterminer.                                      |

| Blason de Wittersheim | Blason  | Coupé d'un parti d'or et de sable à une étoile de six rais d'argent, et d'azur au pal échiqueté d'argent et de sable de deux tires. |
| Blason de Wittersheim | Détails | Le statut officiel du blason reste à déterminer.                                                                                    |

| Blason de Wittisheim | Blason  | D'azur à un fer à cheval renversé d'or, enfermant une lettre W majuscule curviligne d'argent. |
| Blason de Wittisheim | Détails | Le statut officiel du blason reste à déterminer.                                              |

| Blason de Wiwersheim | Blason  | D'azur à saint Cyriaque auréolé issant de la pointe, tenant de sa dextre une palme et de sa senestre une chaîne, le tout d'or. |
| Blason de Wiwersheim | Détails | Inspiré des armes attribuées par Charles d'Hozier à la fin du XVIIe siècle. Le statut officiel du blason reste à déterminer.   |

| Blason de Wœrth | Blason  | Parti de gueules au col d'un cygne arraché d'argent, et du même au lion de sable et à la bordure du premier. |
| Blason de Wœrth | Détails | Le statut officiel du blason reste à déterminer.                                                             |

| Blason de Wolfisheim | Blason  | D'or à un crampon (piège à loup) de sable posé en pal. |
| Blason de Wolfisheim | Détails | Le statut officiel du blason reste à déterminer.       |

| Blason de Wolfskirchen | Blason  | De gueules à une église d'argent maçonnée de sable, posée sur une terrasse de sinople. |
| Blason de Wolfskirchen | Détails | * Il y a là non-respect de la règle de contrariété des couleurs : ces armes sont fautives (sinople sur gueules). Armes parlantes. ("kirche" désigne une église en allemand) Le statut officiel du blason reste à déterminer. |

| Blason de Wolschheim | Blason  | D'or à l'aigle au vol abaissé de gueules, becquée et membrée d'azur, à la bordure nébulée d'argent et d'azur, au chef d'argent chargé d'une fasce vivrée de sable. |
| Blason de Wolschheim | Détails | Le statut officiel du blason reste à déterminer. |

| Blason de Wolxheim | Blason  | D'azur à un crampon de piège à loup d'or posé en barre. |
| Blason de Wolxheim | Détails | Le blason est présent sur le site officiel de la mairie |

| Sommaire : | - Haut - S - T - U - V - W - Z |

## Z
| Blason de Zehnacker | Blason  | D'azur à un loup passant d'or lampassé de gueules. |
| Blason de Zehnacker | Détails | Le statut officiel du blason reste à déterminer.   |

| Blason de Zeinheim | Blason  | Parti: au 1er de gueules au lion contourné d'argent, lampassé du champ et couronné d'or, au 2e d'argent à la fasce de sinople et à la bordure de gueules. |
| Blason de Zeinheim | Détails | Le statut officiel du blason reste à déterminer. |

| Blason de Zellwiller | Blason  | D'argent au chevron d'azur accompagné de trois rencontres de cerf de sable. |
| Blason de Zellwiller | Détails | Le statut officiel du blason reste à déterminer.                            |

| Blason de Zinswiller | Blason  | Coupé de gueules à une enclume d'argent, et d'azur au soleil d'or. |
| Blason de Zinswiller | Détails | Le statut officiel du blason reste à déterminer.                   |

| Blason de Zittersheim | Blason  | De gueules à la croix d'or chargée de cinq quintefeuilles de sinople, cantonnée de vingt croisettes du second, cinq dans chaque canton . |
| Blason de Zittersheim | Détails | Le statut officiel du blason reste à déterminer.                                                                                         |

| Blason de Zœbersdorf | Blason  | Parti d'argent au lion de sable, lampassé de gueules, à la bordure du même ; et du même à l'épée du premier garnie d'or, à deux clefs du premier passées en sautoir, brochant sur l'épée. |
| Blason de Zœbersdorf | Détails | Le statut officiel du blason reste à déterminer. |

| Sommaire : | - Haut - S - T - U - V - W - Z |